# Можаев, Андрей Борисович
Андрей Борисович Можаев (17 сентября 1955 — 29 июня 2018) — советский и российский прозаик и публицист, сценарист, литературовед.

## Биография
Отец — Борис Андреевич Можаев (1923—1996).
В кино начал работать в 1979 году. Постановщик декораций 4-го разряда. Поступил во ВГИК в 1983 году. Окончил ВГИК (мастерская Л. Н. Нехорошева и Н. А. Фокиной-Кулиджановой) в 1988 году. Оставлен на кафедре кинодраматургии для преподавания мастерства кинодраматурга и теории кинодраматургии. С середины 90-х годах параллельно преподавал также в Институте повышения квалификации работников кинематографии. В 2001—2002 годах — ответственный редактор кинокомпании «Андреевский флаг».
Автор сценариев ряда документальных картин, четырёх книг и множества публикаций как в периодических российских, так и зарубежных изданиях. Лауреат нескольких Международных кинофестивалей. Доцент кафедры драматургии кино ВГИК.
Скончался 29 июня 2018 года от инсульта на 63-м году жизни. 2 июля был похоронен в Москве.

### Проза
- Однолюбы
- Соломенный дом
- Жив ли кто на бастионе или Посторонняя и Светлячок
- Путь в Дивеево
- Глаголы прошедшего времени
- Из жизни столичного интеллигента
- Будни и праздники «святого искусства»
- В канун праздника. Сны старого прихожанина.
- К нам приехал зооцирк
- Аксиома успеха
- Цикл сатирических рассказов «За торжество»
- Цикл юмористических миниатюр «Из подслушанного»
- Попутчики или «На что человеку даётся культура?»
- Позднее солнце
- Сценки минувшей жизни
- Человек будущего
- Доброе имя
- Уходящее
- Сказание о прекрасной Джэнет и о верном рыцаре Тэмлэйне (Сны о Шотландии)
- Стезя. Повесть о русском священнике

### Публицистика
- Семёнов-Тян-Шанский: преодоление судьбы
- Кладо, Николай|Николай Кладо: поборник мужества
- Д. Д. Иванов: хранитель прекрасного
- В. С. Локтев: «Над Россией солнце светит»
- Б. Скобельцын: псковские фотолетописи
- Из воспоминаний фронтовиков: мемуарный очерк
- Белый поэт Арсений Несмелов. По следу памяти
- А. О. Смирнова-Россет. Муза русской литературы
- К истории Перестройки. Борьба с народом.
- Вспоминая актрису Румянову
- Поэты Лугового края
- Старожил Театральной площади
- На поклон в Симоново
- О тех, кого любишь (цикл литературоведческих очерков)
- Нео-праздники: в чужом пиру — похмелье
- Телевидение как Мак-Дональдс для Толстого, Булгакова и тёти Моти
- Экуменическое рвение
- Три столицы Святой Руси
- Родословная культуры (цикл статей по истории отечественной культуры)

### Драматургия
- Королёк — птаха доверчивая, или как солдат за королевским родством гонялся
- Аксалонский злодей (по мотивам одноимённой повести Лескова, 8 серий)
- Театральный характер (по мотивам одноимённого рассказа Лескова)
- Сибирячка
- Роль
- Лейтенантский марш
- Сны о Шотландии
- Восхождение воина
- Сим победиш

Искусствоведение
- О драматургии в кино

## Публикации
- О тех, кого любишь. 1. Любовь Бёрнса — ПАБ, Россия-Австрия: журнал № 6, 10/06/2004, тир. 50.000
- О тех, кого любишь. 2. Чехов и Авилова — ПАБ. Россия-Австрия: журнал № 9, 10/09/2004, тир. 50.000, журнал «Голос эпохи» № 3 2013 г., тир. 1000
- Особенности российского сценария — «Синопсис», «Менеджер кино», Москва.: журнал № 7, 20/03/2006, тир. 2.000
- Три столицы Святой Руси — «Русский вестник», «Казачий круг», Москва, Волгоград. газета, 01/01/1992, тир. 25.000, альманах «Ковчег» при журнале «Приокские зори»
- Экуменическое рвение // «Русский вестник». 1992, № 25, июль, тир. 20.000
- Историко-архивный: студенты спасают словолитню Ивана Фёдорова, «Студенческий меридиан» № 8 1984 г., тир. 1.000.000
- Верноподданные России. 2. Дм. Дм. Иванов — журнал «Москва» № 8, 20/08/2008, тир. 5480,
- Верноподданные России. 3. Вл. Серг. Локтев. — ЦСДФ, журнал «Голос эпохи» № 2 2011 г., тир. 1000
- К истории Перестройки. Борьба с народом. — «Литературная Россия»: газета «Меж духом и буквой», 20/12/1989, тир. 100.000; «Голос эпохи» № 3 2011 г. тир. 900
- Белый поэт Арсений Несмелов — журнал «Новый берег» № 22-23, 01/01/2009, тир. 2000
- Из цикла «Родословная культуры»: Красная площадь Петра Барановского — журнал «Свой», 01/01/2009, тир. 2000, альманах «Воскресенье» г. Екатеринбург, тир. 1000
- Из цикла «Родословная культуры»: Княжна Тараканова истинная и мнимая — альманах «Воскресенье» г. Екатеринбург, тир. 1000
- Из цикла «Родословная культуры»: Семейство Пушкиных и повесть Метель — альманах «Воскресенье» г. Екатеринбург, тир. 1000
- Из цикла «Родословная культуры»: Человек, построивший Тверь — альманах «Воскресенье» г. Екатеринбург, тир. 1000
- Из цикла «Родословная культуры»: Воскресенская оборона — альманах «Воскресенье» г. Екатеринбург, тир. 1000
- Верноподданные России. 1. Семёнов-Тяншаский. Преодоление судьбы. — журнал «Голос эпохи», № 1 2012 г., тир. 1000
- Из жизни столичного интеллигента — журнал «Листья» США, № 7, 01/01/2007, тир. 2000, журнал «Голос эпохи» № 4 2013 г., тир. 1000
- Жив ли кто на бастионе или Посторонняя и Светлячок — журнал «Голос Эпохи», № 1/2010, тир. 1000
- Путь в Дивеево — журнал «Голос Эпохи», № 2/2010, тир. 900
- А. О. Смирнова-Россет. Муза русской литературы — журнал «Голос Эпохи», № 1/2011, тир. 900, газета «Библиотека в школе» (отрывок).
- Стремление к самостоянию духа. Интервью | Номер 28 (2007) | Литературная Россия, тир. 5000, журнал «Литературная мастерская» № 1 2008 г., тир. 500
- «Беседа о кино, литературе и о Москве» — интервью журналу «Голос эпохи» № 4 2012 г., тир. 1000

## Книги
- Верноподданные России. Издательство: Традиция. Год выпуска: 2010
- Поперек времени. Издательство: Традиция. Год выпуска: 2011
- Глаголы прошедшего времени. Издательство: Традиция. Год выпуска: 2011
- Самая дорогая сердцу сказка. Издательство: Традиция. Год выпуска: 2013

## Фильмография

### Сценарист
- «Такие земные полёты», «Живут и работают на Амуре», документальные очерки (сценарист и режиссёр), краевое ТВ Хабаровск, 1985
- «Полотенце с петухом» (экранизация рассказа М. Булгакова, премия «Лучший дебют в кино» на всесоюзном кинофестивале «Молодость», Киев, 1985), объединение Дебют к/с «Мосфильм»
- «Наше военное детство» (приз «За лучшее решение темы музыки в кино» на всесоюзном кинофестивале «Молодость», Киев, 1985), ЦСДФ.
- «Булатный кузнец Вячеслав Басов», 1987, ВГИК и ст. им. Горького.
- «Родовой камень» (второе место за сценарий документального фильма на Международном кинофоруме «Золотой Витязь», 2001)
- «Образ Твой, над Русью вознесённый», 1991, ст. им Горького.
- «Государственник» (автор дикторского текста), 1996, заказ Госдумы РФ.
- «На сопках Маньчжурии» (недоступная ссылка), «студия 21-й век», (гран-при «Золотой меч» на Международном кинофестивале «Военное кино», 2004)
- «Окно», на базе университета Н. Нестеровой, 2006 (недоступная ссылка)
- «И схлынут воды…», Госкино РФ, 2007 (недоступная ссылка)
- «Апсны-Абхазия. Страна души», ст. Альбатрос, Госкино РФ, 2010 (недоступная ссылка) (специальный приз международного телекинофорума «Вместе», 2010)
- «Сочи — город завтрашнего дня», два фильма по 26 мин. Министерство культуры, ст."Юность", 2012 г.
- «Смирнова-Россет. Муза русской литературы», видеофильм для тв-интернет-канала «Голос эпохи», 2012 г., 1час 03 мин., автор дикторского текста
- «Легкий штрих к портрету Чайки. Чехов и Авилова», видеофильм для тв-интернет-канала «Голос эпохи», 2013 г., автор дикторского текста, 26 мин.
- «Роберт Бернс. Любовь поэта», видеофильм для тв-интернет-канала «Голос эпохи», 2013 г., автор дикторского текста, 26 мин.
- «Н. Бараташвили. Синева иных начал», видеофильм для тв-интернет-канала «Голос эпохи», 2013 г., автор дикторского текста, 26 мин.

А также — автор многих телесюжетов и очерков в передачах «Ступени» (1989—1990, 1-й канал Останкино), «Русский дом» (1993, телеканал «Подмосковье»), «Цвет времени» (2009, телеканал «Культура»; передача — призёр ТЭФИ за 2010 год в номинации «Профессия»).

### Актёр
- Монороль в короткометражке «Стах» по Чехову, реж. и опер. Кокусев
- Эпизодические роли в многосерийном телефильме М. А. Швейцера «Мертвые души» по Гоголю.
- Главная роль в фильме «Лукошко для дождя», реж. Б. Лизнёв — фильм награждён дипломом «За поиски в области киноязыка» объединённого Международного кинофорума «Золотой витязь» и фестиваля православного кино, 1993
- Снимался также в документальных фильмах: "Окно", "Имя мне женщина"